# Lycodes pacificus
Lycodes pacificus är en fiskart som beskrevs av Collett, 1879. Lycodes pacificus ingår i släktet Lycodes och familjen tånglakefiskar. Inga underarter finns listade i Catalogue of Life.